# Jean Debuf
Jean Debuf (n. 31 mai 1924, Bousbecque, Nord-Pas-de-Calais, Franța – d. 6 octombrie 2010, Marcq-en-Barœul, Nord-Pas-de-Calais, Franța) a fost un halterofil ce a reprezentat Franța, medaliat olimpic. A participat la 4 ediții ale Jocurilor Olimpice (1948, 1952, 1956, 1960) în care a câștigat o medalie de bronz.